# Emil Schibli
Emil Schibli (* 6. Februar 1891 in Fislisbach; † 12. Mai 1958 in Lengnau) war ein Schweizer Buchhändler, Lehrer und Schriftsteller.

## Leben und Werk
Emil Schibli war der Sohn des Josef Damian und der Emilia Schibli, geborene Bossard. Er wuchs in ärmlichen Verhältnissen auf und musste als Verdingkind arbeiten. Er schrieb schon als 13-Jähriger Gedichte, die in Zeitungen und Zeitschriften abgedruckt wurden.
Nachdem er in Zürich beim Rascher Verlag eine Buchhändlerlehre absolviert hatte, arbeitete Schibli in der Berner Buchhandlung von Alexander Franke. Hier lernte er Hermann Hesse kennen, der auch sein grosses Vorbild wurde, und wie Hesse malte und zeichnete auch Schibli in seiner Freizeit.
In Bern absolvierte Schibli das Lehrerseminar und unterrichtete anschliessend von 1918 bis 1956 als Lehrer in Lengnau, wo eine Strasse nach ihm benannt wurde. 1919 heiratete er Frieda, geborene Furrer. Schibli pflegte den Kontakt zu Ernst Morgenthaler, der 1932 nach Zürich-Höngg zog. Bei ihm traf er u. a. Karl Geiser und Max Bill, der auf dem Nachbargrundstück sein erstes Haus errichtet hatte.
1937 erhielt Schibli den Büchergilde-Gutenberg-Preis für sein Buch Wir wollen leben. Darin beschreibt er, wie es dazu kam, dass der Architekt Eduard Lanz Schiblis Haus entwarf und baute.